# Sin Glass
Sin Glass est une série de bande dessinée belge créée par le dessinateur Christian Darasse et le scénariste Bosse, publiée en 1982 dans Spirou et n'a jamais été éditée en album.
La série est finie.

## Description

### Synopsis
Un explorateur de l'espace et son robot découvrent un vaisseau spatial fantôme, victime d'une sérieuse attaque, et, lors de la visite intérieure, déclenchent le réveil d'un samouraï hiberné : ce dernier les reconnaît, mais cela remonte à deux mille ans…

### Personnages
- Sin Glass, l'explorateur de l'espace à bord du vaisseau spatial baptisé « North-Tramp »
- Or-Ter, le robot vieux modèle de huit cents ans, fidèle compagnon de Sin Glass
- Sakuragi, le robot samouraï dont son vaisseau a été attaqué par des pirates
- Ornof-Retz, le baron des pirates qui veut à tout prix la destruction du vaisseau appartenant à Sakuragi

## Analyse
Au début des années 1980, Bosse et Christian Darasse imagine une nouvelle aventure de science-fiction intitulé Sin Glass, dont la première histoire à suivre Surgi du futur paraît dans Spirou no 2317, le 9 septembre 1982, de même que la parution déjà débutée d'un épisode Le Démon de l’érébus de leur propre série Zowie.
En même temps, le magazine organise alors un concours pour les jeunes lecteurs qui devront inventer un vaisseau spatial pour la fin de l'épisode et que le gagnant aura le droit d'immortaliser son nom dans le prochain album qui ne paraîtra malheureusement jamais.

## Postérité

### Influences
L'histoire a influencé Christophe Lambert et Stéphane Descornes qui ont utilisé le titre de la série pour nommer un des personnages de leur roman Black Cristal, paru en mai 2010 par l'éditeur Pocket Jeunesse.

## Publication

### Revue
- Spirou no 2317 à no 2330, Dupuis, 1982[1]

### Album
Aucun album de cette série n'a été édité.